# Isochilus chiriquensis
Isochilus chiriquensis är en orkidéart som beskrevs av Rudolf Schlechter. Isochilus chiriquensis ingår i släktet Isochilus och familjen orkidéer. Inga underarter finns listade i Catalogue of Life.